# Nachbild

Fixiert man das Bild ca. 40 Sekunden, sieht man danach leicht die Deutsche Flagge schimmern

Als Nachbild des Auges werden Phantombilder bezeichnet, die auch dann noch empfunden werden, wenn der ursprüngliche Lichtreiz abgeklungen ist. Am deutlichsten sind sie als helle Flecken nach einem Blick in die Sonne oder in eine Glühlampe. Sie erscheinen jedoch auch nach schwächeren Lichteindrücken, wenn man danach die Augen schließt oder palmiert.
Die Wahrnehmungsphysiologie spricht von einem entoptischen Eindruck, der sich als Nachwirkung des Netzhautbildes ergibt, nachdem ein Reizmuster (Objekt) längere Zeit fixiert worden ist.

## Positives Nachbild
In positiven Nachbildern – wenn man beispielsweise in eine helle Lichtquelle geblickt hat – entsprechen die Helligkeits- und Farbwerte denen des Reizmusters. Die Reaktion überdauert den Reiz für kurze Zeit.

## Negatives Nachbild
Bei den negativen Nachbildern kehren sich diese Werte um: Hell wird zu dunkel, und die Farben des Reizmusters erscheinen in ihren Komplementärfarben. Diese Beobachtung führte zur Gegenfarbtheorie.
Unter Alltagsbedingungen werden negative Nachbilder nur selten wahrgenommen. Durch häufigen, auch unbewussten, Wechsel der Blickrichtung, verbunden mit einer meist kleinteilig strukturierten Umgebung, werden die einzelnen Photorezeptoren Reizen ausgesetzt, die sich ständig ändern. Daneben begleiten kleinste unbemerkte Augenbewegungen hoher Frequenz – als Mikrosakkaden und noch feiner als Mikrotremor – den Sehvorgang, was selbst bei längerem Betrachten eines Objekts einen ähnlichen Effekt des Wechsels der Reize pro Rezeptor bedingt und eine Lokaladaption verhindert.
Ein Nachbild ist umso deutlicher, je größer die homogenen Flächen des Objekts sind, je schärfer die Helligkeits- und/oder Farbkontraste an ihren Konturen sind, und je länger und je starrer das Objekt fixiert worden ist. Die letztgenannte Bedingung bringt zum Ausdruck, inwieweit es gelungen ist, die Wirkung der unwillkürlichen Driftbewegungen und feinschlägigen Mikrobewegungen der Augen zu vermindern und so für ein paar Sekunden die Reizung einzelner Rezeptoren nahezu konstant zu halten, also eine Lokaladaption herbeizuführen.

## Zwei einfache Tests
Am folgenden Bildpaar kann jedermann ein Hell-Dunkel-Nachbild erzeugen. Wenn man zunächst links den Punkt in der Mitte für etwa 30 Sekunden fixiert und sofort danach den rechten Punkt, erscheint das schwarze Quadrat hell auf dunklem Grund, während das kleine weiße Quadrat dunkel auf dem hellen Quadrat erscheint.
Negative Nachbilder von Sinnesrezeptoren machen nicht nur Helligkeits- und Farbveränderungen durch, sondern auch Formveränderungen – und zwar genau die gleichen wie die Sinnesperzepte selbst, wenn diese reiz- bzw. erregungsverstärkenden oder – vermindernden Bedingungen ausgesetzt sind. Diese Veränderungen sind als Aktualgenesen bzw. Aktuallysen bekannt. Eine Aktuallyse kann jedermann beispielsweise beim Nachbild des obigen Schwarz-Weiß-Musters erleben. Meist wird zunächst ein „scharfes“ Nachbild erlebt, das alle vier rechtwinklig aufeinander stoßenden Konturen enthält. Dann löst sich allmählich die Form des Binnenquadrats auf, das heißt: es verschwinden seine Rechtwinkligkeit, Geradheit und Konturen-Vierheit, sodass es nur noch als Kreisscheibe und damit als eine formlose „Figur in ihrem Umfeld“ erlebt wird. Dann wird auch das Perzept „Figur im Umfeld“ abgebaut, indem sich die bisher "scharfe" Grenze zwischen Figur und Umfeld allmählich auflöst, und das Dunkle der Scheibe sich mit dem Hellen des großen Quadrats vermischt, und also schließlich der frühere große Helligkeitsunterschied zwischen der Figur „kleines Quadrat“ und ihrem/seinem Umfeld, dem großen Quadrat ganz verschwindet. Erst danach löst sich auch das große Quadrat auf, das selbst ebenfalls eine Figur in Bezug auf sein eigenes Umfeld ist: den Rahmen des Bildes.
Fixiert man den linken Punkt im zweiten Bildpaar ebenso lange und wechselt dann zum rechten, erscheint das Wort „ROT“ in blassroter Farbe. Die farbempfindlichen Zapfen reagieren ähnlich wie die Stäbchen, wobei sich allerdings der Farbeindruck ändert. Nach längerem Fixieren eines z. B. blaugrünen Objekts sind die Zapfen für die Blau- und Grünwahrnehmung im korrespondierenden Bereich der Netzhaut unempfindlicher geworden, die für Rot nicht. Beim anschließenden Blick auf eine weiße Fläche, die aus der additiven Farbmischung von Rot, Blau und Grün besteht, wird daher der betreffende Bereich als rot wahrgenommen.

## Besonderheiten
Der optokinetische Nystagmus infolge der Betrachtung eines bewegten Streifenmusters kann auch als eine Form des Nachbildes verstanden werden. Allerdings beruht hier der Effekt nicht auf einer Adaptation der Netzhaut, sondern hängt mit der Verarbeitung der visuellen Reize im Gehirn zusammen.
Während sich bei Tageslicht die Nachbilder laufend überlagern und kaum bemerkt werden, können sie bei astronomischen Beobachtungen störend sein. Wenn man z. B. vom Fernrohr auf- und in eine Straßenlampe blickt, kann das Nachbild 10 bis 20 Sekunden bestehen bleiben. Wandert der Blick über helle Himmelskörper (wie den Mond oder große Planeten), so können deren Konturen für einige Sekunden als leichte Schatten nachwirken. Auch bei manchen Messungen in der Geodäsie – etwa zu Stangensignalen oder Kirchtürmen im Gegenlicht – ist eine kurzfristige Störung des Zielvorgangs möglich.
Im Zusammenhang mit hellen Flächen kann das Nachbild auch seine Helligkeit wechseln. So erscheint z. B. ein negatives (dunkles) Nachbild einer Leuchtstoffröhre, wenn man die Augen schließt. Hält man sich jedoch zusätzlich die Hand vor die Augen, wird es plötzlich positiv. Ähnliches tritt beim Umspringen von hellen Farben in ihre Komplementärfarben auf.
Einen verwandten Effekt durch Sonnenlicht kann man zur Entspannung der Augen nutzen. Lässt man sich einige Zeit die Sonne auf die geschlossenen Lider scheinen, entsteht durch die dünne Haut ein angenehm warmer, orange-roter Seheindruck. Deckt man nach etwa einer Minute die Augen mit den Handflächen ab ("Palmieren", engl. palm „Handfläche“), so wandelt er sich bald in ein gleichmäßiges Blau. Der Wechsel zwischen beiden Zuständen hat eine beruhigende Wirkung, die sich durch ein bewusstes Atmen noch verstärken lässt. Die Überlagerung der Nachbilder kann nach intensiver Besonnung ferner den Eindruck erwecken, dass sich die Netzhaut wie eine unruhige Wasseroberfläche bewegt.

## Nachbilder in der Augenheilkunde
In der Ophthalmologie gibt es zwei Bereiche, in denen man sich das Phänomen der Nachbilder zunutze macht. Zum einen dienen sie zur Prüfung und Bestimmung der retinalen Korrespondenzverhältnisse (siehe auch Binokularsehen), zum anderen finden sie Verwendung bei pleoptischen Schulungsmaßnahmen zur Behandlung einer Amblyopie.